# Waldstätte

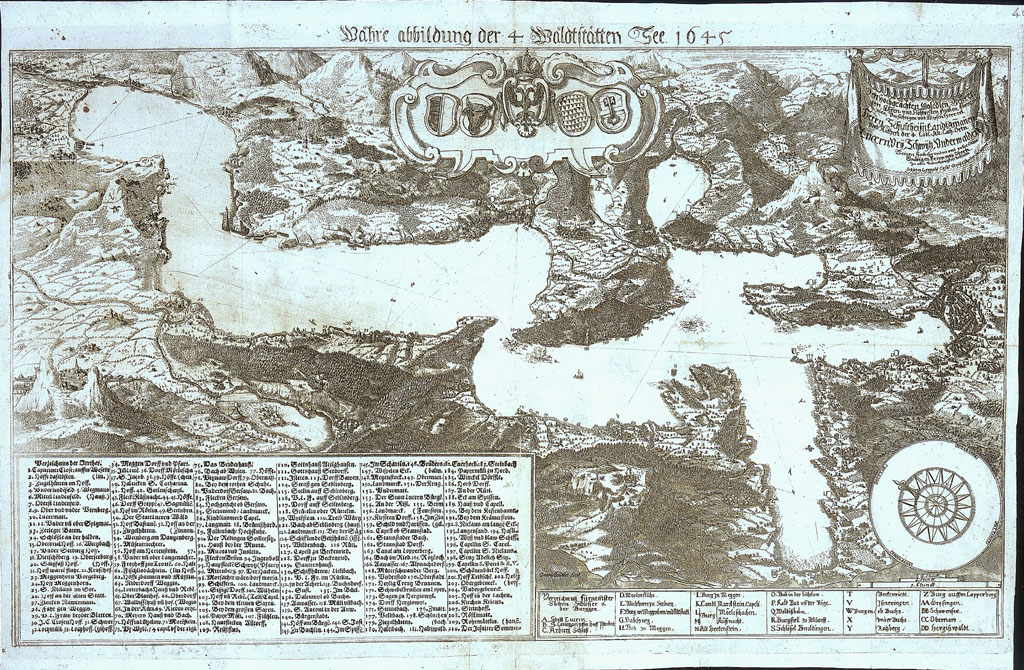
Historischer Kartenausschnitt der vier Waldstätte anno 1645

Waldstätte war seit dem Anfang des 14. Jahrhunderts der Name der seit dem 19. Jahrhundert als Urschweiz bezeichneten Region, der sich auf die Lage der Ansiedlungen in der bewaldeten Gebirgslandschaft bezog.
Der Begriff «Waldstatt» findet sich erstmals 1289 in einer Urkunde bezeugt. Bis in die erste Hälfte des 15. Jahrhunderts bezog er sich nur auf die drei Kantone Uri, Schwyz und Unterwalden. Nach Mitte des 15. Jahrhunderts erschien in einer Ergänzung zum Silbernen Buch des Luzerner Stadtschreibers Egloff Etterlin von 1433 der Begriff der «vier Waldstätte», worin auch Luzern eingeschlossen ist, und bürgerte sich weiter ein, bis er ab 1465 auch auf eidgenössischer Ebene, zum Beispiel in Abschieden von Tagsatzungen oder in Chroniken und der Literatur, Verwendung fand.
Im Anschluss an diese Entwicklung wurde das Dekanat Luzern des Bistums Konstanz gegen Ende des 15. Jahrhunderts in «Vierwaldstätterkapitel» umbenannt, und der «Luzerner See» heisst seit dem 16. Jahrhundert «Vierwaldstättersee». Zur Zeit der Helvetik bildeten die vier Kantone Uri, Schwyz, Unterwalden und Zug von 1798 bis 1801 den Kanton Waldstätten.